# Renate Gruber (Politikerin)

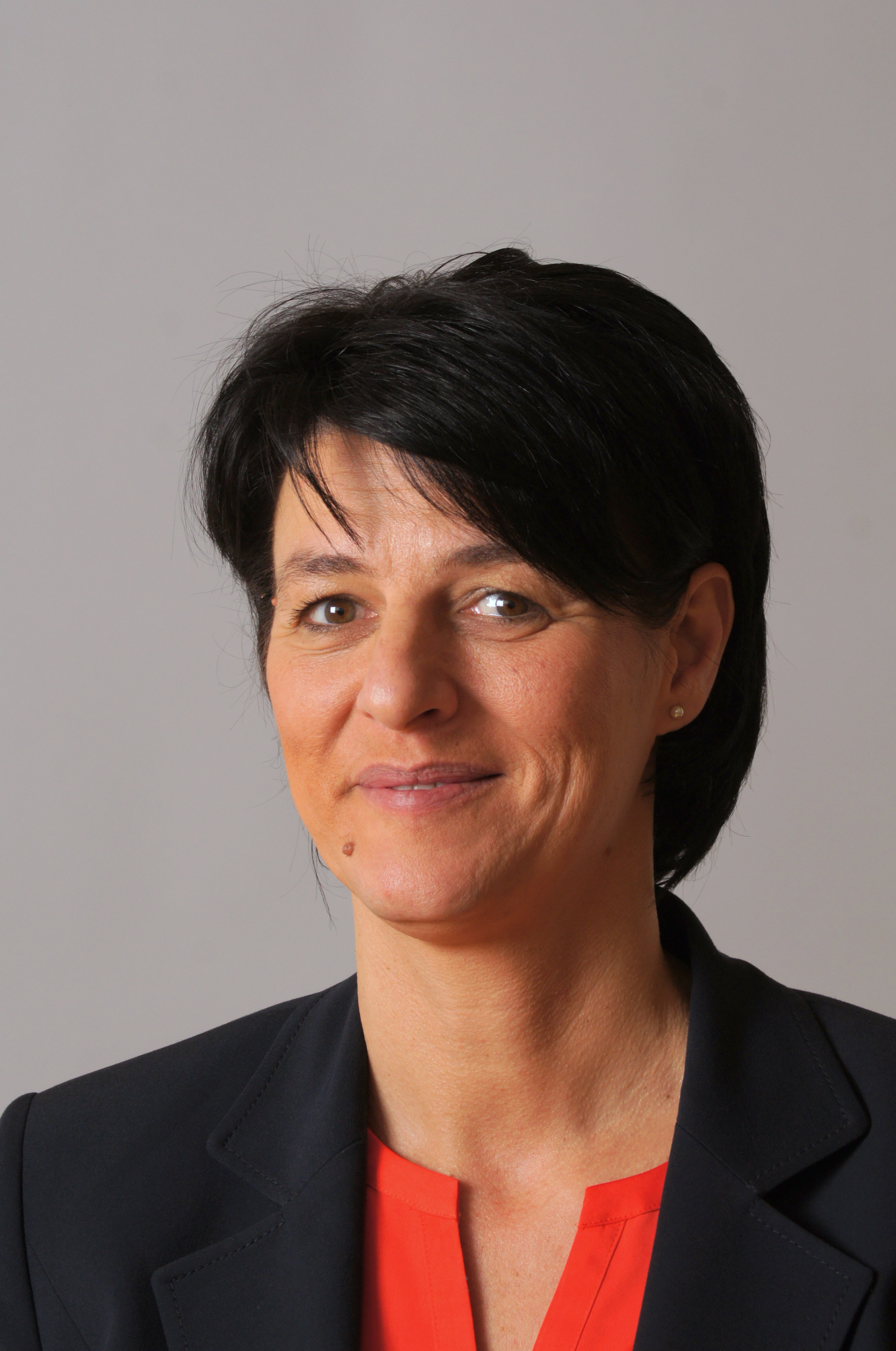
Renate Gruber 2013

Renate Gruber (* 12. September 1967 in Scheibbs als Renate Rakwetz) ist eine österreichische Politikerin (SPÖ). Gruber ist seit 2009 Bürgermeisterin von Gaming. Vom 22. März 2018 bis zum 22. Oktober 2019 war sie Abgeordnete zum Nationalrat und von 2013 bis 2018 Abgeordnete zum Landtag von Niederösterreich.

## Leben
Gruber besuchte die Volks- und Hauptschule in Gaming und absolvierte nach dem Polytechnischen Lehrgang eine Lehre als Friseur- und Perückenmacherlehre. Sie legte die Lehrabschlussprüfung ab und arbeitete drei Jahre als Friseurin in Purgstall an der Erlauf. 1988 trat sie als Vertragsbedienstete in den Dienst der Marktgemeinde Gaming. 2004 holte sie im zweiten Bildungsweg die Matura nach, 2006 wurde sie mit der Leitung des Tourismusbüros Gaming betraut.
Gruber lebt in einer Lebensgemeinschaft und ist Mutter von zwei Kindern.

## Politik
Ihre politische Karriere begann Gruber 2005 als geschäftsführende Gemeinderätin in Gaming, 2009 wurde sie zur Bürgermeisterin gewählt. In der Folge besuchte sie von 2011 bis 2012 die Frauenakademie der Bundes-SPÖ. Sie vertrat die SPÖ ab dem 24. April 2013 im Landtag von Niederösterreich.
Sie folgte am 22. März 2018 Ulrike Königsberger-Ludwig als Abgeordnete zum Nationalrat nach. Nach der Nationalratswahl 2019 schied sie aus dem Nationalrat aus.